# Acheux-en-Vimeu
Acheux-en-Vimeu (picardisch: Acheux-in-Vimeu) ist eine nordfranzösische Gemeinde mit 498 Einwohnern (Stand 1. Januar 2022) im Département Somme in der Region Hauts-de-France. Die Gemeinde liegt im Arrondissement Abbeville und ist Teil der Communauté de communes du Vimeu und des Kantons Abbeville-2.

## Geographie
Die Gemeinde im Vimeu, deren Gebiet im Norden von der Bahnstrecke von Abbeville nach Eu berührt wird, liegt rund sechs Kilometer westlich von Moyenneville und umfasst die Ortsteile Frireulle im äußersten Norden, Frières und Zoteux. Das Gemeindegebiet liegt im Regionalen Naturpark Baie de Somme Picardie Maritime.

## Einwohner
| 1962 | 1968 | 1975 | 1982 | 1990 | 1999 | 2006 | 2011 |
| ---- | ---- | ---- | ---- | ---- | ---- | ---- | ---- |
| 579  | 543  | 538  | 537  | 527  | 503  | 498  | 524  |

## Sehenswürdigkeiten
- Kirche Sainte-Marie-Madeleine mit Chor aus dem 13. Jahrhundert und Langhaus aus dem 15. Jahrhundert[1] Mit einem Abendmahl von William Einstein
- Heilig-Geist-Kapelle in Frireulle[2]
- Kriegerdenkmal

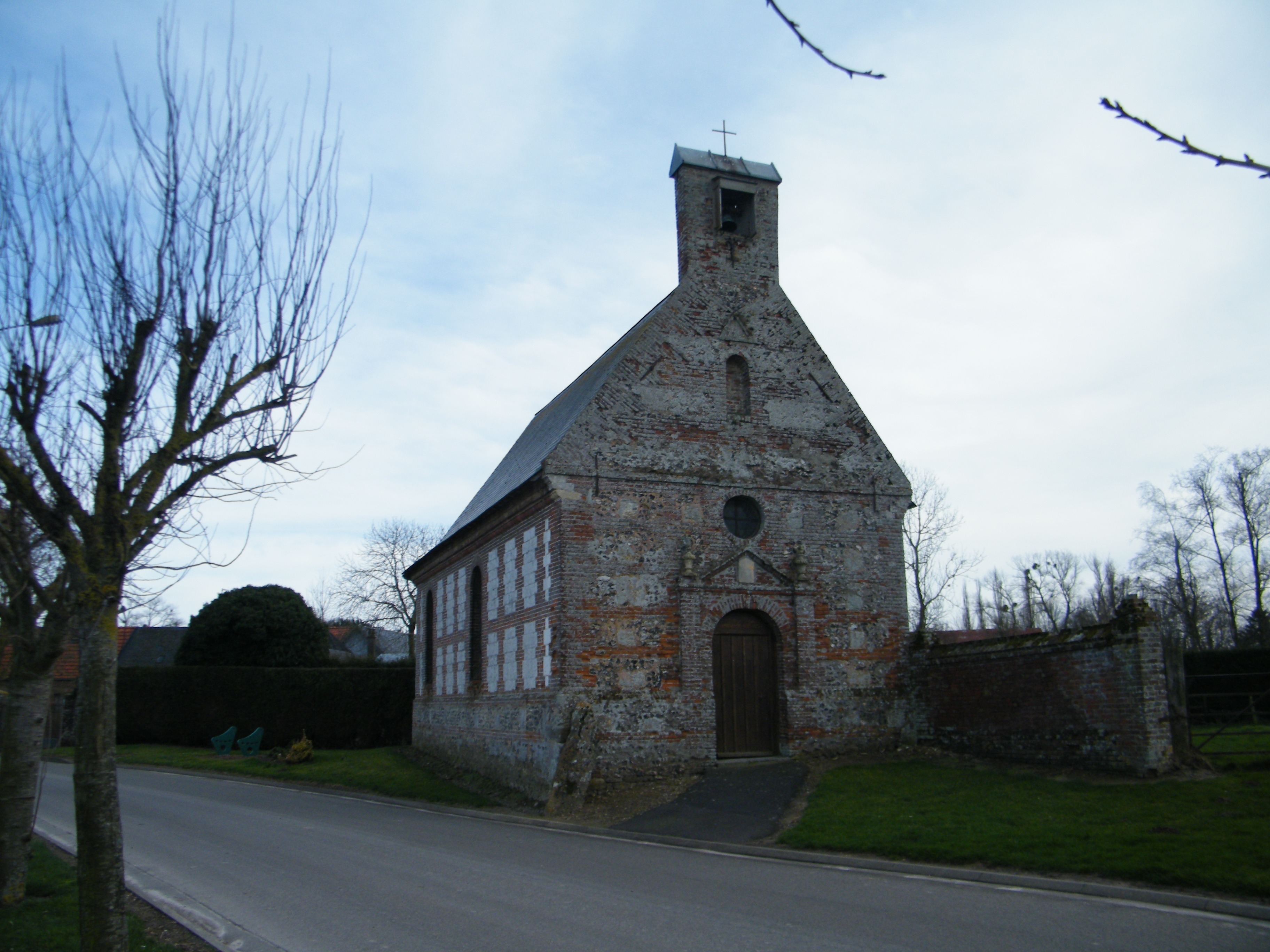
Heilig-Geist-Kapelle in Frireulle
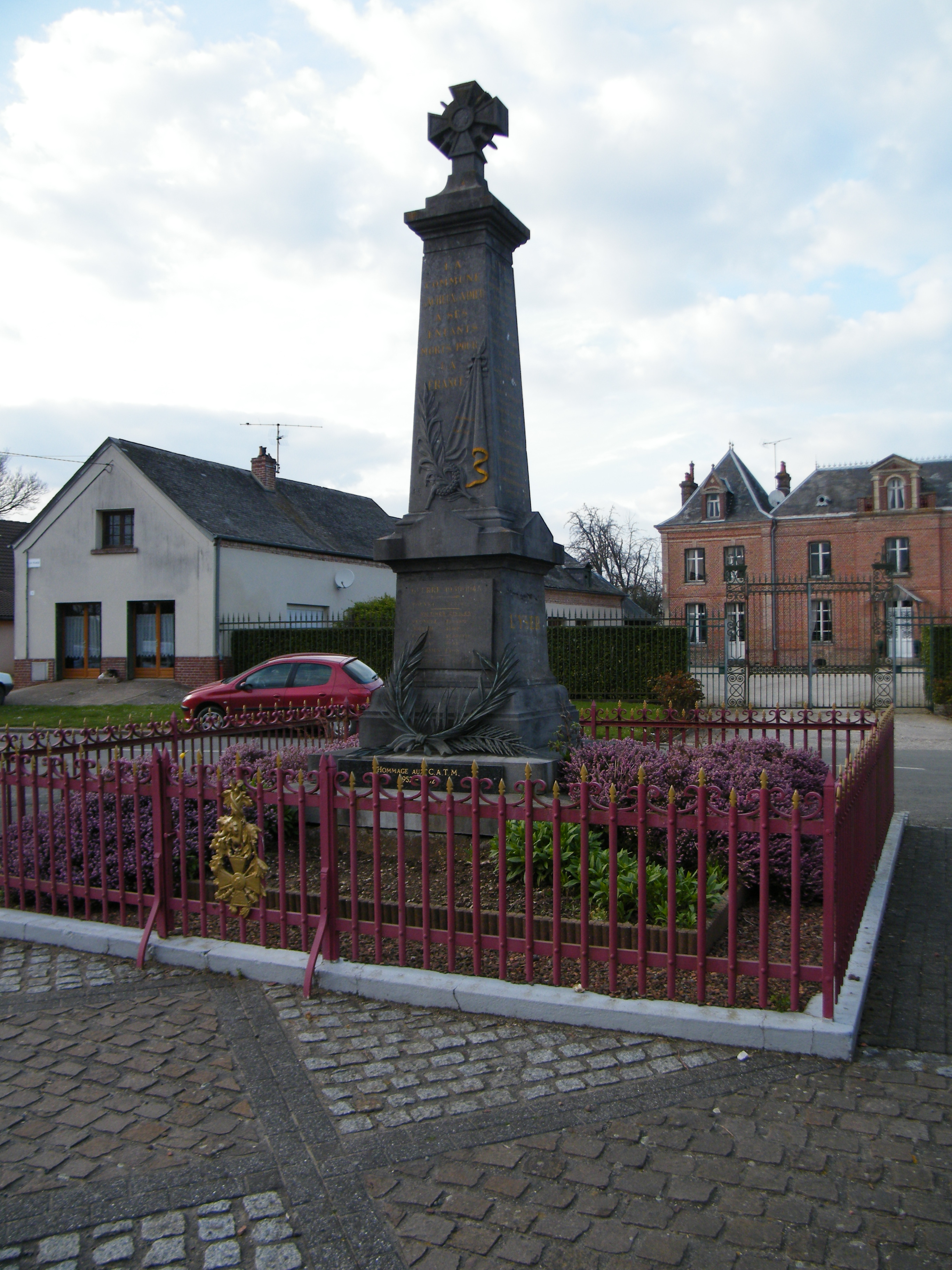
Kriegerdenkmal